# Leichtathletik-Weltmeisterschaften 2007/400 m der Männer

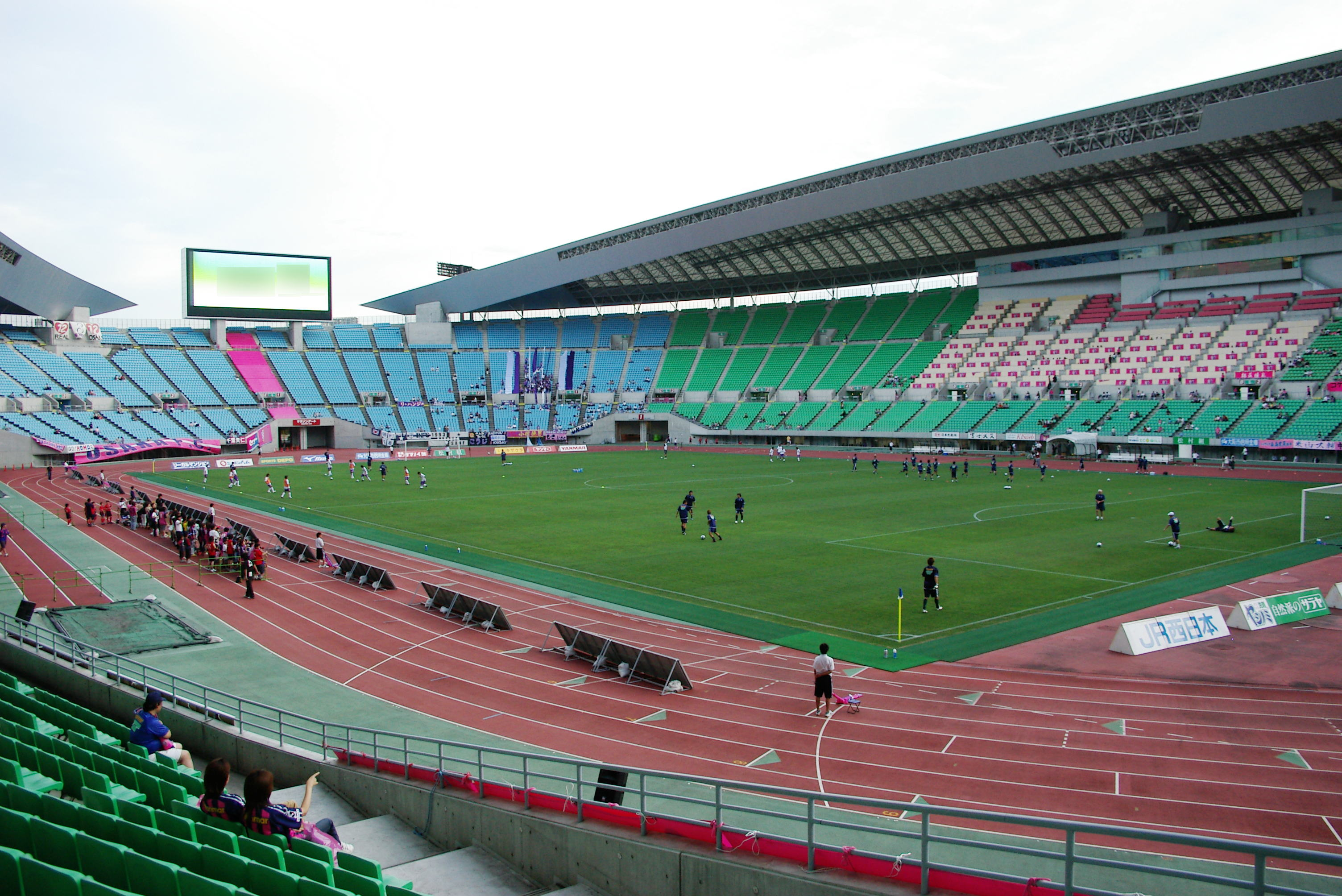
Das Nagai-Stadion in Osaka im Jahr 2004

Der 400-Meter-Lauf der Männer bei den Leichtathletik-Weltmeisterschaften 2007 wurde vom 28. bis 31. August 2007 im Nagai-Stadion der japanischen Stadt Osaka ausgetragen.
In diesem Wettbewerb durften die Läufer aus den Vereinigten Staaten einen Dreifacherfolg feiern.

Weltmeister wurde der aktuelle Olympiasieger und Titelverteidiger Jeremy Wariner. Er hatte bei seinen Einzelerfolgen über 400 Meter bei den Olympischen Spielen 2004 und den Weltmeisterschaften 2005 jeweils auch Gold mit der 4-mal-400-Meter-Staffel seines Landes errungen, was ihm auch hier in Osaka wieder gelang.

Den zweiten Rang belegte LaShawn Merritt, der wie Jeremy Wariner am Schlusstag noch Staffelgold gewann.

Bronze ging an den Olympiasieger von 2000 über 400 Meter Hürden Angelo Taylor, der seine Medaillensammlung ebenfalls mit Gold als Mitglied der US-amerikanischen 4-mal-400-Meter-Staffel erweitern konnte.

## Bestehende Rekorde
| Weltrekord               | 43,18 s | Michael Johnson | WM 1999 in Sevilla, Spanien | 26. August 1999 |
| Weltmeisterschaftsrekord | 43,18 s | Michael Johnson | WM 1999 in Sevilla, Spanien | 26. August 1999 |

Der bestehende WM-Rekord wurde bei diesen Weltmeisterschaften nicht eingestellt und nicht verbessert.
Es gab eine Weltjahresbestleistung und sieben Landesrekorde.
- Weltjahresbestleistung:
  - 43,45 s – Jeremy Wariner (USA), Finale am 31. August
- Landesrekorde:
  - 46,92 s – Takeshi Fujiwara (El Salvador), 1. Vorlauf am 28. August
  - 44,94 s – Johan Wissman (Schweden), 4. Vorlauf am 28. August
  - 44,56 s – Johan Wissman (Schweden), 1. Halbfinale am 29. August
  - 45,91 s – Nery Brenes (Costa Rica), 6. Vorlauf am 28. August
  - 47,97 s – Jonathon Lavers (Gibraltar), 6. Vorlauf am 28. August
  - 44,46 s – Leslie Djhone (Frankreich), 1. Halbfinale am 29. August
  - 44,45 s – Chris Brown (Bahamas), Finale am 31. August

## Vorrunde
Die Vorrunde wurde in sieben Läufen durchgeführt. Die ersten drei Athleten pro Lauf – hellblau unterlegt – sowie die darüber hinaus drei zeitschnellsten Läufer – hellgrün unterlegt – qualifizierten sich für das Halbfinale.

### Vorlauf 1

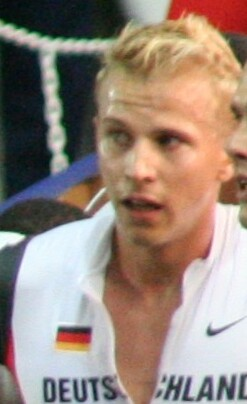
Als Vierter seines Vorlaufs verfehlte Bastian Swillims die nächste Runde um einen Rang

28. August 2007, 10:10 Uhr
| Platz | Name               | Nation                  | Zeit (s) |
| ----- | ------------------ | ----------------------- | -------- |
| 1     | Chris Brown        | Bahamas                 | 44,50    |
| 2     | John Steffensen    | Australien              | 44,82    |
| 3     | Arismendy Peguero  | Dominikanische Republik | 44,92    |
| 4     | Bastian Swillims   | Deutschland             | 45,44    |
| 5     | Renny Quow         | Trinidad und Tobago     | 45,70    |
| 6     | Marcin Marciniszyn | Polen                   | 45,83    |
| 7     | Dimítrios Régas    | Griechenland            | 46,22    |
| 8     | Takeshi Fujiwara   | El Salvador             | 46,92 NR |

### Vorlauf 2

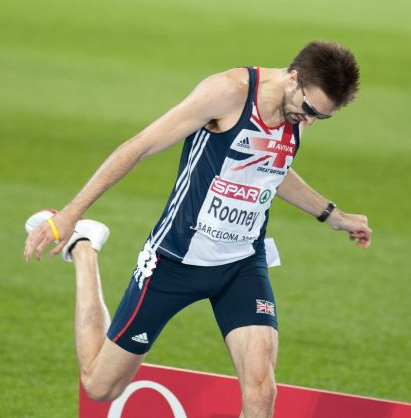
Martyn Rooney schied als Vierter seines Vorlaufs aus

28. August 2007, 10:17 Uhr
| Platz | Name                    | Nation         | Zeit (s) |
| ----- | ----------------------- | -------------- | -------- |
| 1     | Jeremy Wariner          | USA            | 45,10    |
| 2     | Avard Moncur            | Bahamas        | 45,27    |
| 3     | David Gillick           | Irland         | 45,35    |
| 4     | Martyn Rooney           | Großbritannien | 45,47    |
| 5     | Lewis Banda             | Simbabwe       | 45,47    |
| 6     | Brice Panel             | Frankreich     | 46,02    |
| 7     | Félix Martínez          | Puerto Rico    | 46,86    |
| 8     | Abdulla Mohamed Hussein | Somalia        | 50,54    |
| 9     | Hermán López            | Nicaragua      | 50,72    |

### Vorlauf 3

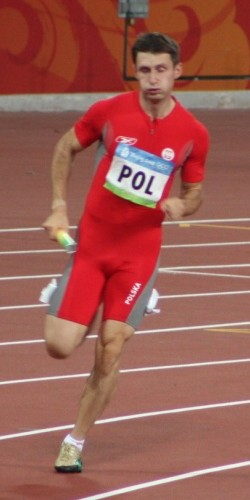
Rafał Wieruszewski schaffte es mit seinem fünften Platz im dritten Vorlauf nicht ins Halbfinale
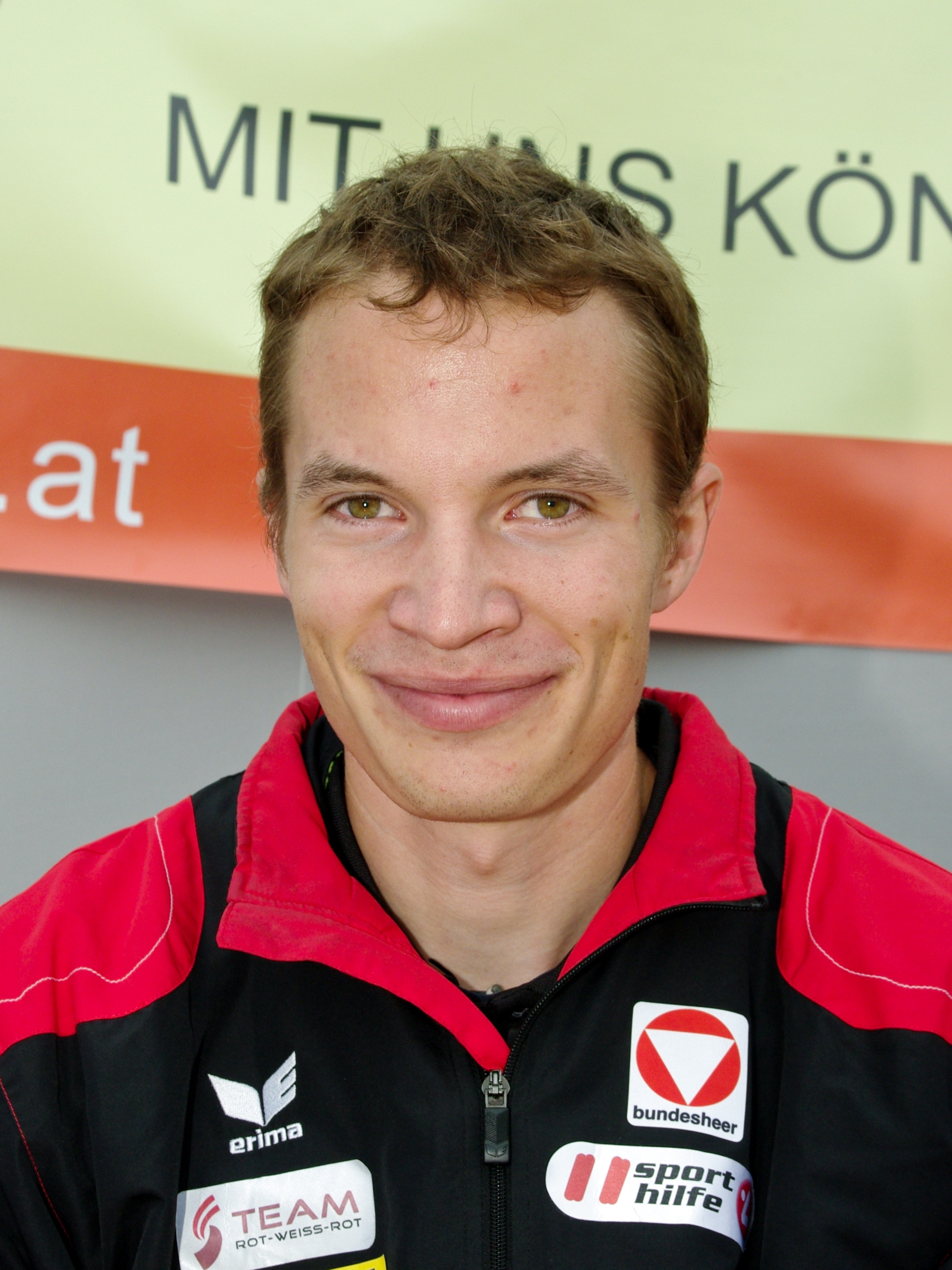
Clemens Zeller scheiterte als Siebter seines Rennens in der Vorrunde

28. August 2007, 10:24 Uhr
| Platz | Name               | Nation                  | Zeit (s) |
| ----- | ------------------ | ----------------------- | -------- |
| 1     | Alleyne Francique  | Grenada                 | 44,95    |
| 2     | Leslie Djhone      | Frankreich              | 45,17    |
| 3     | Ricardo Chambers   | Jamaika                 | 45,34    |
| 4     | Andrew Steele      | Großbritannien          | 45,54    |
| 5     | Rafał Wieruszewski | Polen                   | 45,94    |
| 6     | Carlos Santa       | Dominikanische Republik | 45,99    |
| 7     | Clemens Zeller     | Österreich              | 46,06    |
| DNF   | Yūzō Kanemaru      | Japan                   |          |

### Vorlauf 4

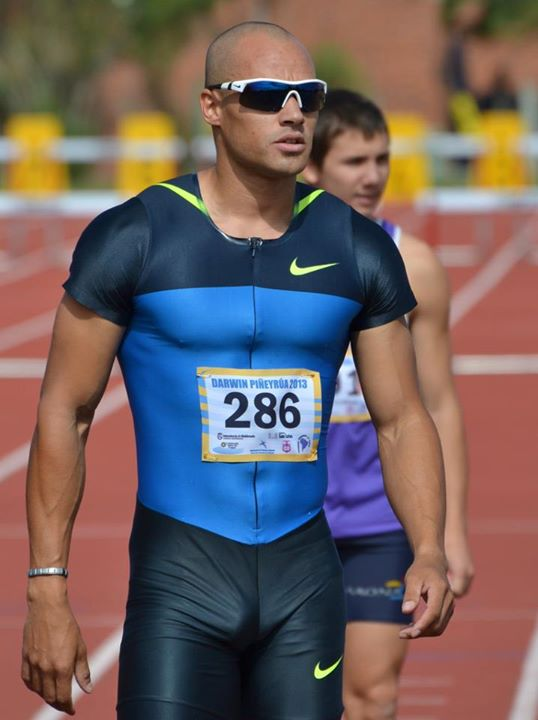
Platz sechs war zu wenig für Andrés Silva, um im Halbfinale dabei zu sein

28. August 2007, 10:31 Uhr
| Platz | Name                    | Nation     | Zeit (s) |
| ----- | ----------------------- | ---------- | -------- |
| 1     | LaShawn Merritt         | USA        | 44,78    |
| 2     | Johan Wissman           | Schweden   | 44,94 NR |
| 3     | Andrae Williams         | Bahamas    | 45,31    |
| 4     | Young Talkmore Nyongani | Simbabwe   | 45,40    |
| 5     | Éric Milazar            | Mauritius  | 45,55    |
| 6     | Andrés Silva            | Uruguay    | 45,79    |
| 7     | Dalibor Spasovski       | Mazedonien | 48,63    |
| 8     | Karar al-Abbody         | Irak       | 48,95    |
| DNS   | Gakologelwang Masheto   | Botswana   |          |

### Vorlauf 5
28. August 2007, 10:38 Uhr
| Platz | Name             | Nation                       | Zeit (s) |
| ----- | ---------------- | ---------------------------- | -------- |
| 1     | Gary Kikaya      | Demokratische Republik Kongo | 45,21    |
| 2     | Sanjay Ayre      | Jamaika                      | 45,28    |
| 3     | Timothy Benjamin | Großbritannien               | 45,44    |
| 4     | Chris Lloyd      | Dominica                     | 45,46    |
| 5     | Wladislaw Frolow | Russland                     | 45,49    |
| 6     | Ioan Vieru       | Rumänien                     | 45,78    |
| 7     | Mathieu Gnanligo | Benin                        | 46,51    |
| 8     | Nicolau Palanca  | Angola                       | 48,60    |
| DNS   | Hamdan al-Bishi  | Saudi-Arabien                |          |

### Vorlauf 6

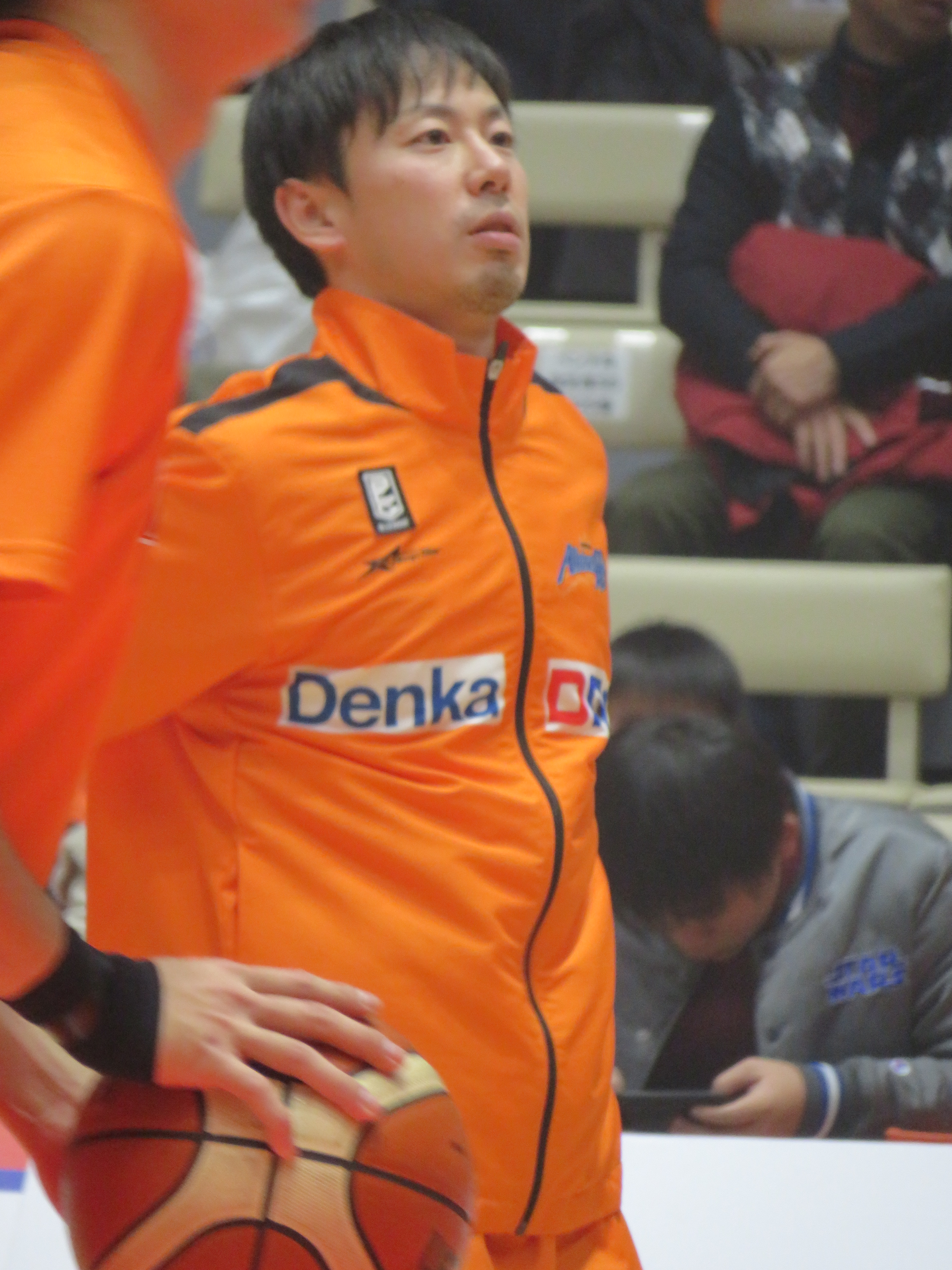
Yuki Yamaguchi scheiterte als Sechster seines Rennens in der Vorrunde

28. August 2007, 10:45 Uhr
| Platz | Name                  | Nation     | Zeit (s) |
| ----- | --------------------- | ---------- | -------- |
| 1     | Nery Brenes           | Costa Rica | 45,91 NR |
| 2     | Angelo Taylor         | USA        | 45,13    |
| 3     | Williams Collazo      | Kuba       | 45,29    |
| 4     | California Molefe     | Botswana   | 45,36    |
| 5     | Michael Blackwood     | Jamaika    | 45,44    |
| 6     | Yuki Yamaguchi        | Japan      | 46,28    |
| 7     | Jonathon Lavers       | Gibraltar  | 47,97 NR |
| 8     | Ivano Bucci           | San Marino | 48,07    |
| DNF   | Nagmeldin Ali Abubakr | Sudan      |          |

### Vorlauf 7

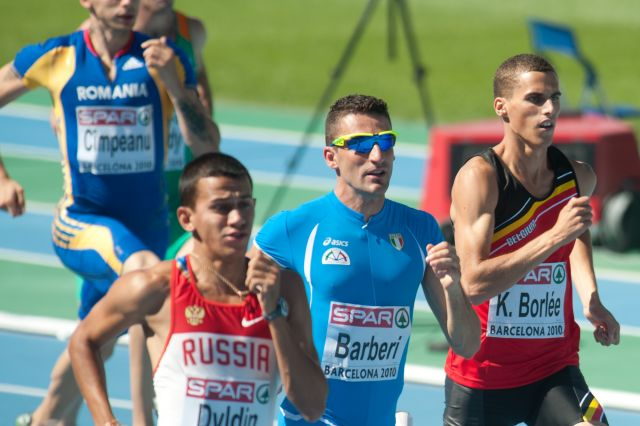
Andrea Barberi – als Fünfter des letzten Vorlaufs ausgeschieden

28. August 2007, 10:52 Uhr
| Platz | Name               | Nation              | Zeit (s) |
| ----- | ------------------ | ------------------- | -------- |
| 1     | Tyler Christopher  | Kanada              | 45,15    |
| 2     | Ato Modibo         | Trinidad und Tobago | 45,22    |
| 3     | Sean Wroe          | Australien          | 45,39    |
| 4     | Daniel Dąbrowski   | Polen               | 45,50    |
| 5     | Andrea Barberi     | Italien             | 45,74    |
| 6     | Dimítrios Grávalos | Griechenland        | 46,94    |
| 7     | Moses Kamut        | Vanuatu             | 48,90    |
| DNF   | Lionel Larry       | USA                 |          |

## Halbfinale
Aus den drei Halbfinalläufen qualifizierten sich die jeweils ersten beiden Athleten – hellblau unterlegt – sowie die darüber hinaus zwei zeitschnellsten Läufer – hellgrün unterlegt – für das Finale.

### Halbfinallauf 1

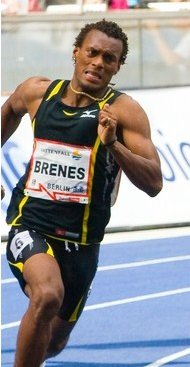
Nery Brenes wurde Vierter in seinem Halbfinale und schied damit aus
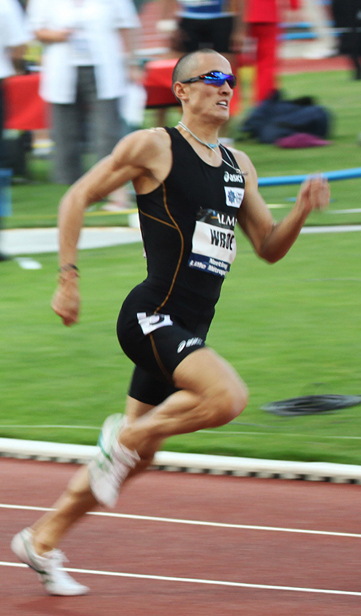
Für Sean Wroe war das Halbfinale Endstation

29. August 2007, 21:25 Uhr
| Platz | Name              | Nation                  | Zeit (s) |
| ----- | ----------------- | ----------------------- | -------- |
| 1     | Angelo Taylor     | USA                     | 44,45    |
| 2     | Johan Wissman     | Schweden                | 44,56 NR |
| 3     | Avard Moncur      | Bahamas                 | 44,86    |
| 4     | Nery Brenes       | Costa Rica              | 45,14    |
| 5     | Sean Wroe         | Australien              | 45,25    |
| 6     | Alleyne Francique | Grenada                 | 45,41    |
| 7     | Arismendy Peguero | Dominikanische Republik | 45,54    |
| 8     | Michael Blackwood | Jamaika                 | 45,60    |

### Halbfinallauf 2
29. August 2007, 21:32 Uhr
| Platz | Name              | Nation                       | Zeit (s) |
| ----- | ----------------- | ---------------------------- | -------- |
| 1     | Jeremy Wariner    | USA                          | 44,34    |
| 2     | Chris Brown       | Bahamas                      | 44,52    |
| 3     | Ato Modibo        | Trinidad und Tobago          | 45,12    |
| 4     | Gary Kikaya       | Demokratische Republik Kongo | 45,14    |
| 5     | Ricardo Chambers  | Jamaika                      | 45,18    |
| 6     | David Gillick     | Irland                       | 45,37    |
| 7     | California Molefe | Botswana                     | 45,47    |
| 8     | Williams Collazo  | Kuba                         | 45,54    |

Im zweiten Halbfinallauf ausgeschiedene Läufer:

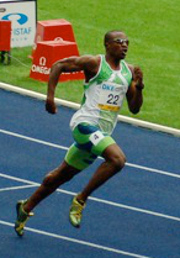
Gary Kikaya Rang vier in 45,14 s
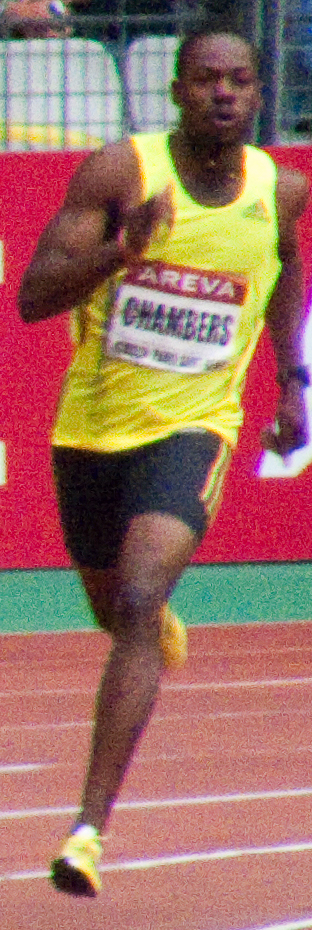
Ricardo Chambers Rang fünf in 45,18 s
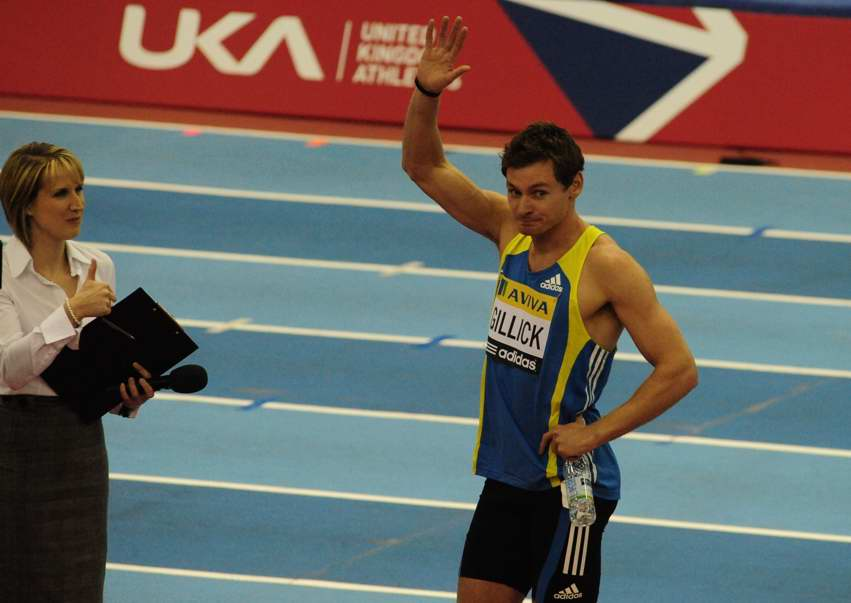
David Gillick Rang sechs in 45,37 s
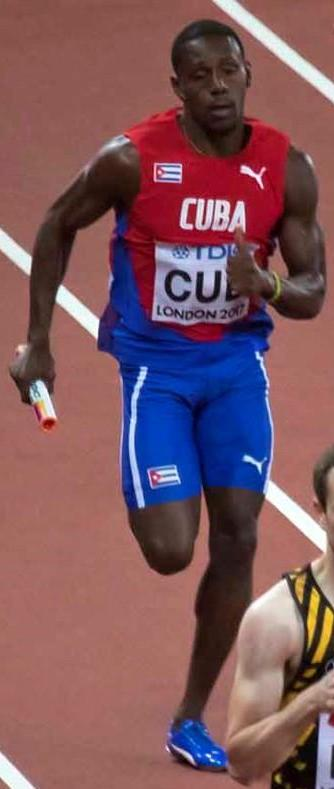
Williams Collazo Rang acht in 45,54 s

### Halbfinallauf 3

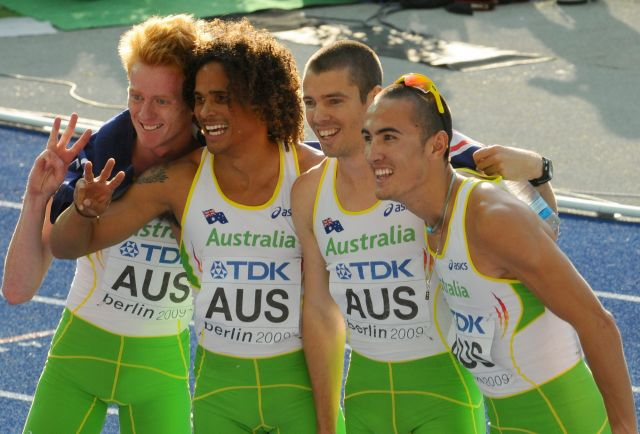
John Steffensen (Zweiter von links) – Platz vier reichte nicht zur Finalteilnahme

29. August 2007, 21:39 Uhr
| Platz | Name                    | Nation         | Zeit (s) |
| ----- | ----------------------- | -------------- | -------- |
| 1     | LaShawn Merritt         | USA            | 44,31    |
| 2     | Leslie Djhone           | Frankreich     | 44,46 NR |
| 3     | Tyler Christopher       | Kanada         | 44,47    |
| 4     | John Steffensen         | Australien     | 44,95    |
| 5     | Andrae Williams         | Bahamas        | 45,40    |
| 6     | Timothy Benjamin        | Großbritannien | 46,17    |
| 7     | Young Talkmore Nyongani | Simbabwe       | 46,23    |
| DNF   | Sanjay Ayre             | Jamaika        |          |

## Finale

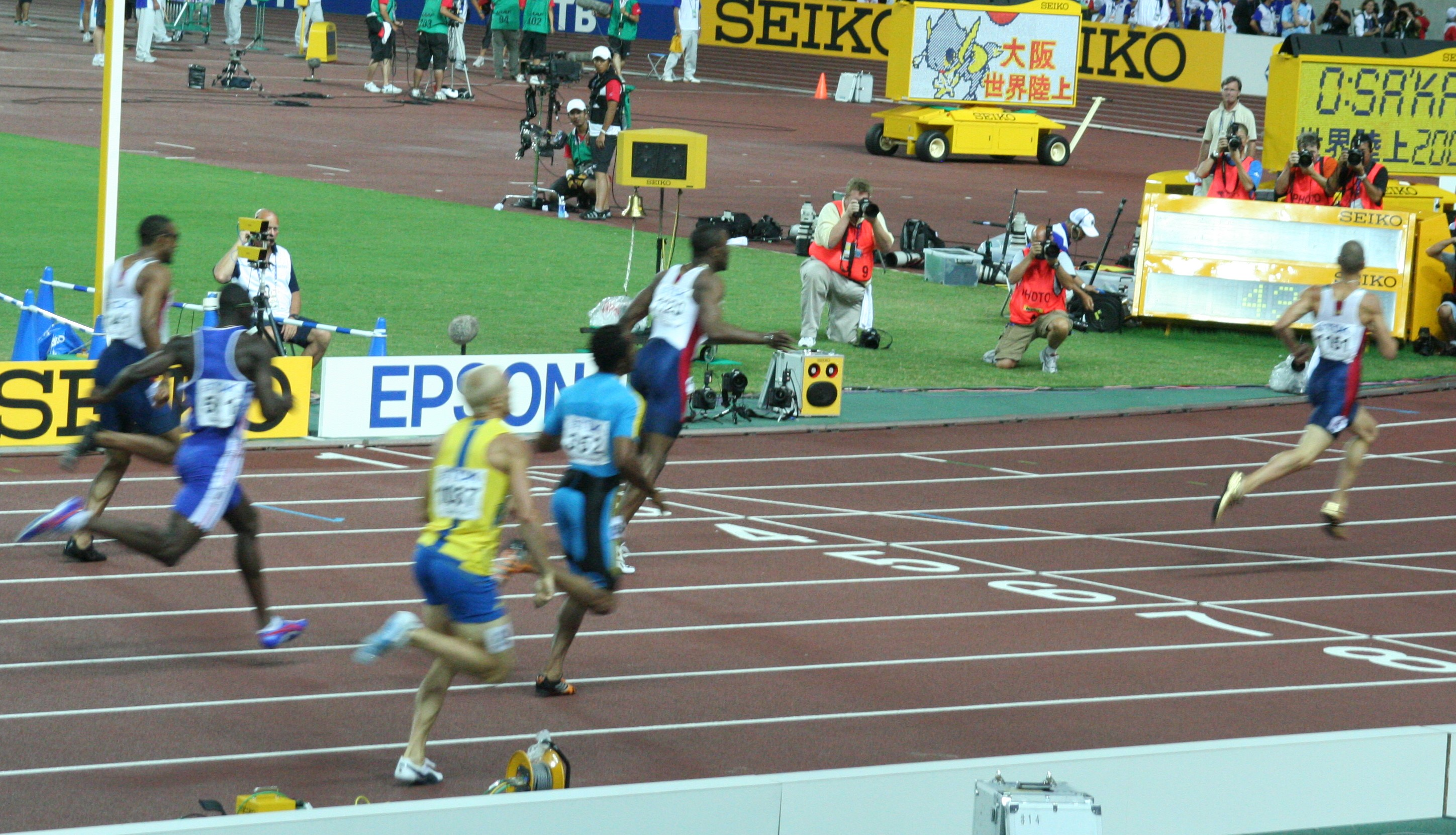
400-Meter-Finale: Finish

31. August 2007, 22:05 Uhr
| Platz | Name              | Nation     | Zeit (s) |
| ----- | ----------------- | ---------- | -------- |
| 1     | Jeremy Wariner    | USA        | 43,45 WL |
| 2     | LaShawn Merritt   | USA        | 43,96    |
| 3     | Angelo Taylor     | USA        | 44,32    |
| 4     | Chris Brown       | Bahamas    | 44,45 NR |
| 5     | Leslie Djhone     | Frankreich | 44,59    |
| 6     | Tyler Christopher | Kanada     | 44,71    |
| 7     | Johan Wissman     | Schweden   | 44,72    |
| 8     | Avard Moncur      | Bahamas    | 45,40    |

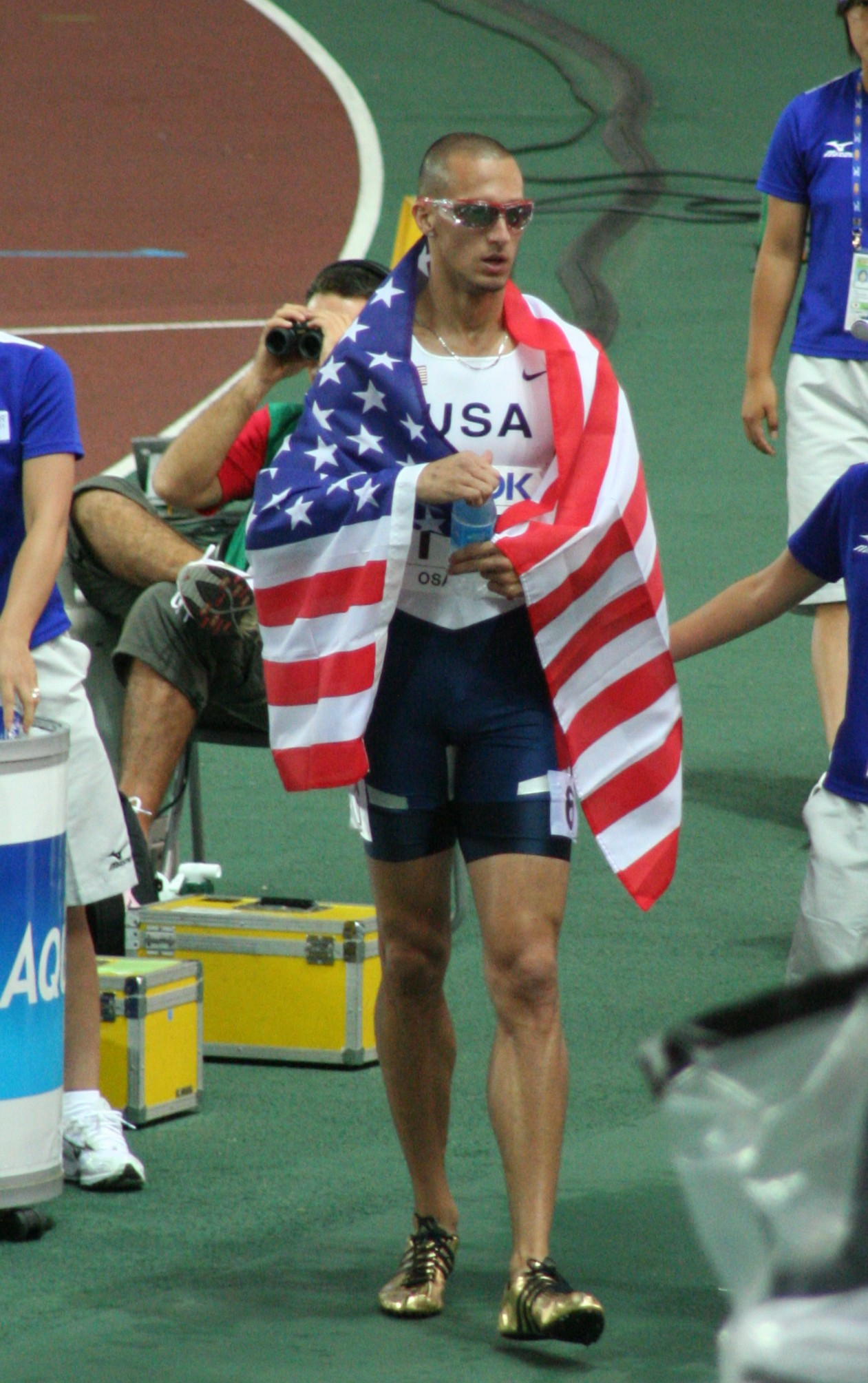
Weltmeister Jeremy Wariner – er war als Titelverteidiger und aktueller Olympiasieger angetreten, am Schlusstag siegte er auch mit seiner Staffel
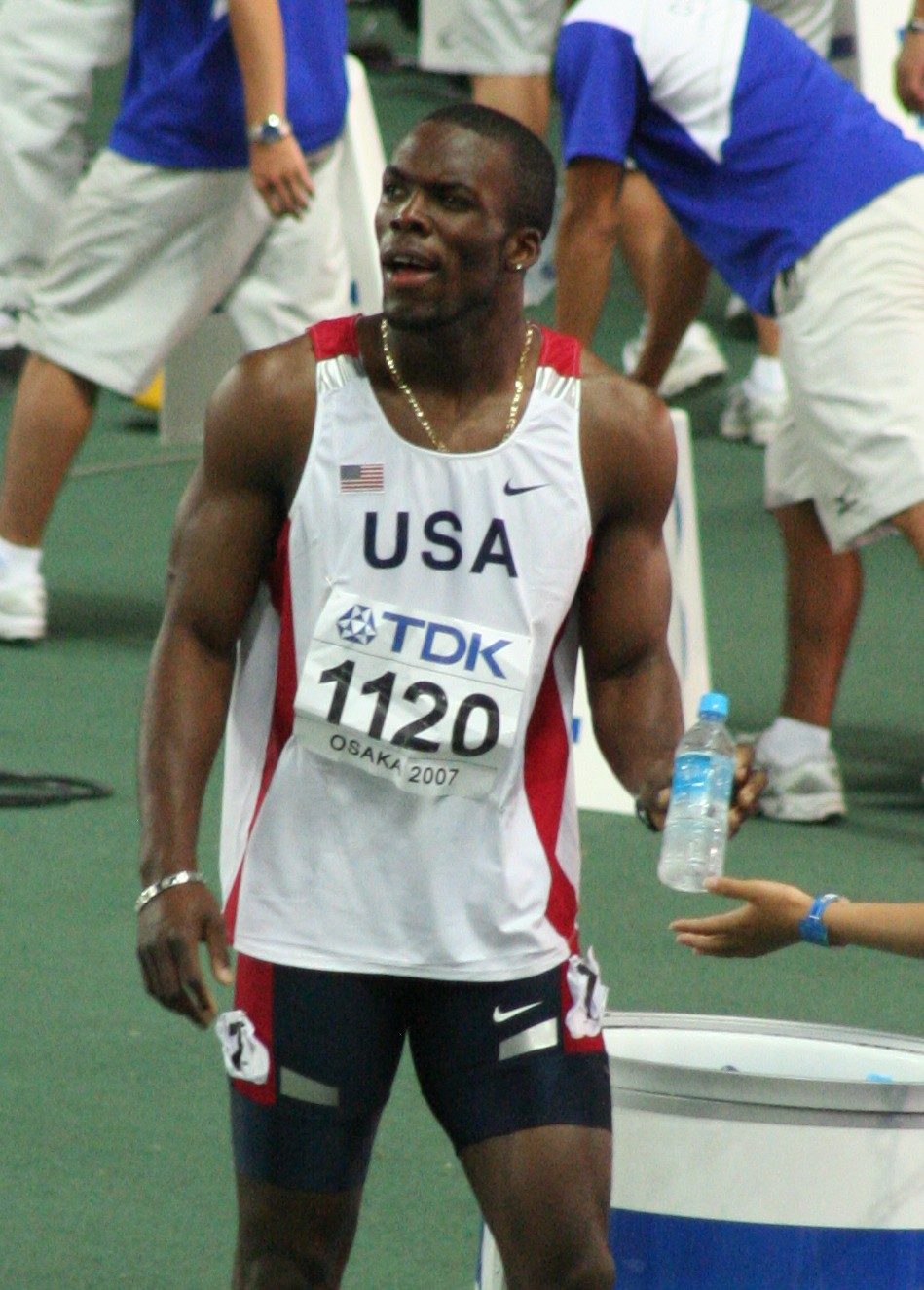
Vizeweltmeister LaShawn Merritt – auch für ihn gab es am Schlusstag noch Staffelgold
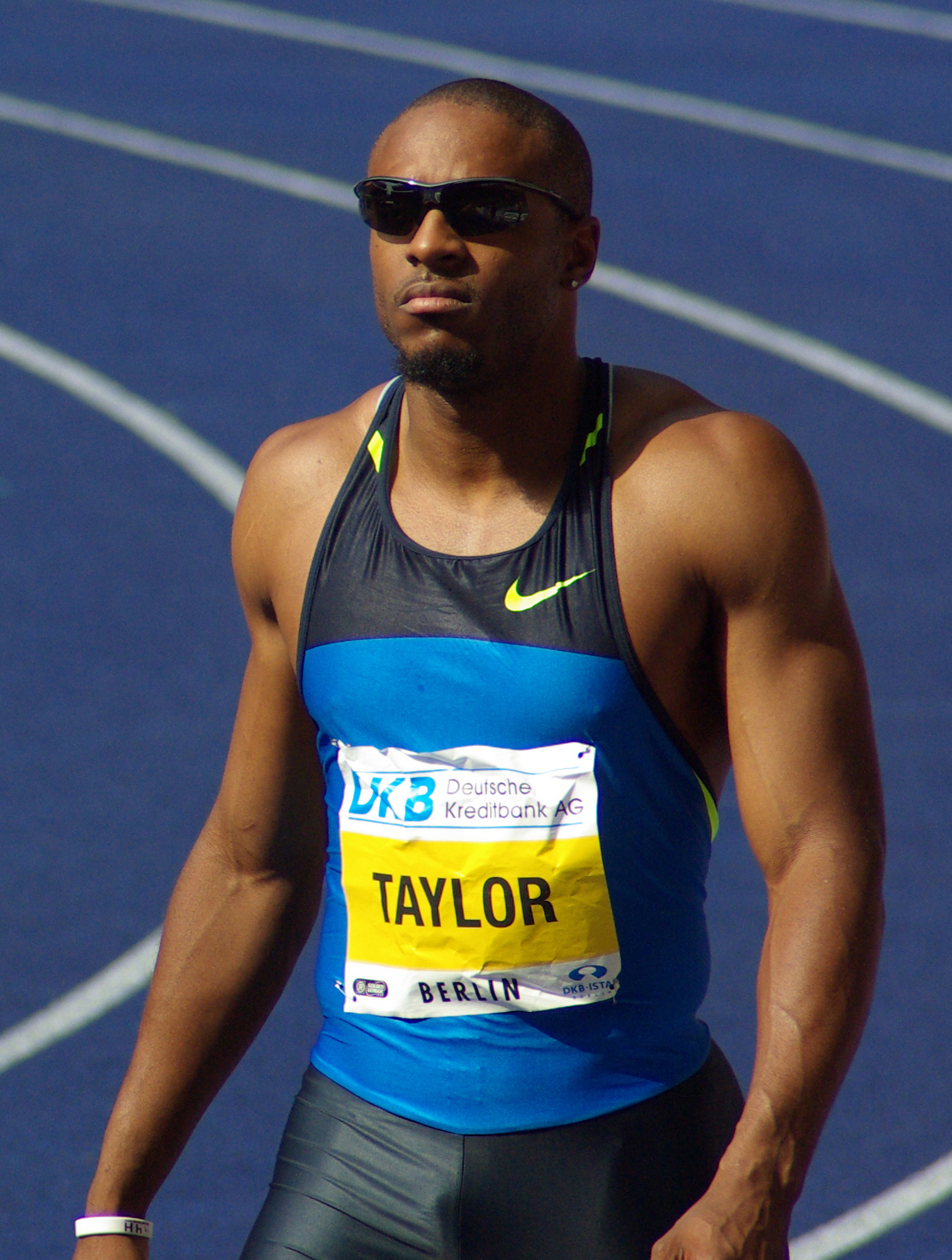
Bronzemedaillengewinner Angelo Taylor, 2000 Olympiasieger über 400 Meter Hürden, errang ebenfalls noch Gold mit der US-amerikanischen 4-mal-400-Meter-Staffel

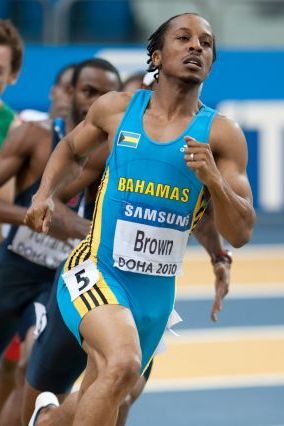
Chris Brown belegte Rang vier
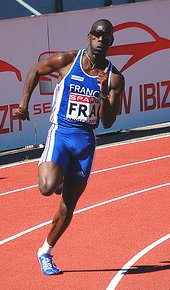
Leslie Djhone kam auf den fünften Platz
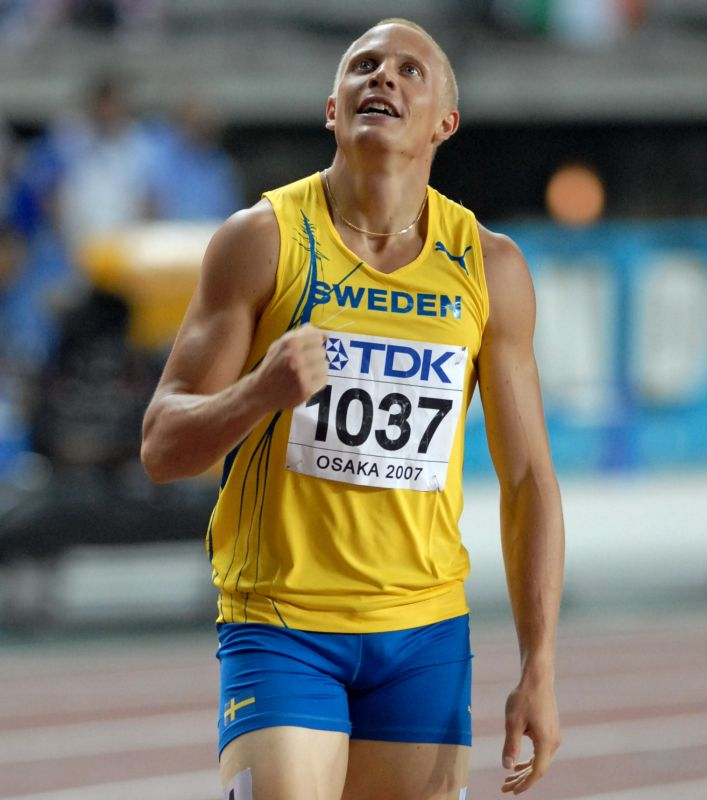
Der siebtplatzierte Johan Wissman war im Vorlauf und im Halbfinale jeweils schwedischen Rekord gelaufen
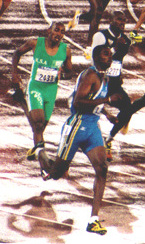
Rang acht für Avard Moncur (Mitte), den Weltmeister von 2001

## Video
- Men's 400m final – Osaka 2007, youtube.com, abgerufen am 19. Oktober 2020